# Thelomma
Thelomma — рід грибів родини Caliciaceae. Назва вперше опублікована 1860 року.

## Класифікація
До роду Thelomma відносять 8 видів:
- Thelomma brunneum
- Thelomma californicum
- Thelomma carolinianum
- Thelomma mammosum
- Thelomma occidentale
- Thelomma ocellatum
- Thelomma santessonii
- Thelomma siliceum